# Pristiglottis serriformis
Pristiglottis serriformis är en orkidéart som först beskrevs av Johannes Jacobus Smith, och fick sitt nu gällande namn av Paul Cretzoiu och Johannes Jacobus Smith. Pristiglottis serriformis ingår i släktet Pristiglottis och familjen orkidéer. Inga underarter finns listade i Catalogue of Life.